# Tanjilana zothecula
Tanjilana zothecula är en nattsländeart som beskrevs av Arturs Neboiss 1962. Tanjilana zothecula ingår i släktet Tanjilana och familjen Hydrobiosidae. Inga underarter finns listade i Catalogue of Life.